# 20556 Midgekimble
A 20556 Midgekimble (ideiglenes jelöléssel 1999 RZ115) a Naprendszer kisbolygóövében található aszteroida. A LINEAR projekt keretében fedezték fel 1999. szeptember 9-én.